# Конаи
Язык кона́и (колаи) — язык небольшого племени западной группы трансновогвинейской макросемьи. Племя конаи живёт в долине реки Мюррей, восточнее реки Стрикленд в восточной провинции Папуа Новой Гвинеи. Носители языка произносят его название как калаи (kalai).

## Генеалогическая и ареальная информация
Конаи относится к подгруппе восточного стрикленда трансновогвинейской макросемьи.

## Социолингвистическая информация
Число носителей языка конаи варьируется от 500 до 600 человек. Все носители живут в 6 больших деревнях, от запада к востоку: дебеле, фокона, эдоло, дахами, сесенаби и тинахаи. Всего существует 3 диалекта, на которых общаются жители этого племени: дахамо, использующийся жителями низменностей, эдоло, на котором говорят жители предгорья и тинахай — диалект жителей гор. Существенные различия, однако, в них выделяются только в лексике, намного меньше — в фонетике.

## Типологические параметры

### Тип (степень свободы) выражения грамматических значений
Конаи — синтетический язык. Грамматические значения в нём выражаются при помощи аффиксации.
| O                | hagu-l-u               |
| мужчина          | приходить — IRR — NFUT |
| Мужчина приходит |                        |

[Årsjö  2016 : 15]

### Характер границы между морфемами
Новые грамматические формы и производные слова образуются путем присоединения к корню аффиксов, имеющих собственные грамматические значения, вследствие чего мы делаем вывод, что конаи — агглютинативный язык.
| dege-∅-i     | dege-l-i               | dege-l-e   | dege-l-i mei    |
| do-REAL-NFUT | do-IRR-NFUT            | do-IRR-FUT | go-IRR-NFUT NEG |
| делал        | делает в данный момент | сделает    | не сделал       |

[Årsjö  2016 : 43]

### Локус маркирования в посессивной именной группе и предикации

#### В предикации:
Маркирование нулевое — нет маркирования вершины и зависимого.
| Dihi          | sugua-i              |
| ребёнок       | болезнь иметь — NFUT |
| Ребёнок болен |                      |

[Årsjö  2016 : 68]

#### Посессивные группы
Зависимостное
Посессивная частица -ha присоединяется к зависимому члену именной группы.
| ma                                  | mala-ha                   | dihi    |
| я — POSS                            | младший брат/сестра — GEN | ребёнок |
| Ребёнок моего младшего брата/сестры |                           |         |

[Årsjö  2016 : 150]

### Тип ролевой кодировки
У существительных внутри словоформы не маркируются семантические и синтаксические роли, субъектно-объектные отношения выражаются порядком слов 
| O                    | moso | togo-l-o         |
| мужчина              | дом  | делать — IRR-FUT |
| Мужчина построит дом |      |                  |

[Årsjö  2016 : 140]

### Базовый порядок слов
Базовый порядок слов — SOV
Чаще всего порядок слов — единственное, что позволяет сказать, функционирует именная группа как объект или субъект.
| dilie                         | o       | ta   | ta       | tobo-u            |
| Двое                          | мужчина | INDF | разговор | рассказать — NFUT |
| субъект                       | объект  |      |          |                   |
| Двое рассказали мужчине, что… |         |      |          |                   |

[Årsjö  2016 : 151]

## Языковые особенности

### Реалис — ирреалис
Реалис никак не обозначен, в то время как в формах ирреалиса зачастую присутствует суффикс -I. Так же существует бинарное различие, которое в большинстве глаголов выражается противопоставлением будущего и не будущего времен, где у времен не будущих присутствует гласная -i или -u, а у будущих — -e или -o
| I                    | o       | hague-i         |
| Вчера                | мужчина | приходить — FUT |
| Мужчина пришёл вчера |         |                 |

| O                     | kø-le                           | hagu-l-u              |
| Мужчина               | указательное местоимение «этот» | приходить — IRR — FUT |
| Этот мужчина подходит |                                 |                       |

| Idiba                 | o       | hagua-l-e             |
| завтра                | мужчина | приходить — IRR — FUT |
| Мужчина придет завтра |         |                       |

[Li and Thompson 1989: 15]

### Родительный падеж
Родительный падеж обозначается энклитикой -ha. Особенность заключается в том, что он может использоваться и на субъекте:
| Ma                            | so-ha        | wa-l-adi              |
| я — POSS                      | собака — GEN | нападать — IRR — PROS |
| Моя собака собирается напасть |              |                       |

В особенности энклитика обязательна в употреблении, когда субъектом является Бог или какой-то человек, имеющий власть:
| Godi-ha                  | mala              | hebeni=kø | i    |
| бог — GEN                | брать — IRR — FUT | рай — LOC | идти |
| Бог забрал его на небеса |                   |           |      |

[Li and Thompson 1989: 15]

### Список и обозначения глоссов
REAL/IRR — реалис/ирреалис
FUT/ NFUT — будущее/не будущее времена
GEN — генетив
POSS — посессивность
PROS — проспектив
INDF — неопределенность